# Drienok (hrad)
Hrad Drienok je zřícenina hradu nacházející se v katastrálním území obce Rybník v okrese Revúca. Vznikl v první polovině čtrnáctého a zanikl v patnáctém století. Zůstaly po něm jen zbytky základů.
Ruiny hradu jsou dostupné od obce Rybník po zpevněné cestě směrem na Španie Pole, dále lesní cestou po táhlém svahu. Ruina se nachází na jižním svahu vrchu Rúbaň nad potokem Drienok.